# Хотилицкое сельское поселение
Хоти́лицкое се́льское поселе́ние — упразднённое муниципальное образование в составе Андреапольского района Тверской области.
Административный центр поселения — село Хотилицы. На территории поселения находился 31 населённый пункт.

## Географические данные
- Нахождение: западная часть Андреапольского района
  - Граничит:
    - на севере — с Торопацким СП
    - на востоке — с Андреапольским СП
    - на юге — с Торопецким районом, Понизовское и Василевское СП
    - на западе — с Торопецким районом, Подгородненское и Пожинское СП

Основные реки — Торопа и её приток Любутка. Много озёр, крупнейшие — Лобно, Абрамовское, Симоновское.

## История
В XIX-начале XX века территория поселения относилась к Торопецкому уезду Псковской губернии. В 1929—1935 гг. входила в Западную область, с 1935 года — в Калининскую область. В 1944—1957 гг. относилась к Великолукской области, с 1957 опять к Калининской области, Ленинский район. В 1963—1965 гг. входила в Торопецкий район. С 12 января 1965 относится к Андреапольскому району.
Образовано в 2005 году, включило в себя территории Хотилицкого и Воскресенского сельских округов.

## Население
| 2002 | 2005 | 2010 | 2011 | 2012 | 2013 | 2014 |
| ---- | ---- | ---- | ---- | ---- | ---- | ---- |
| 485  | ↗647 | ↘484 | ↘480 | ↘432 | ↘409 | ↘381 |
| 2015 | 2016 | 2017 | 2018 | 2019 |      |      |
| ↘356 | ↘305 | ↗310 | ↗316 | ↘300 |      |      |

По переписи 2002 года в присоединённом Воскресенском сельском округе было 158 человек.

## Состав сельского поселения
В состав сельского поселения входил 31 населённый пункт:
| №  | Населённый пункт | Тип населённого пункта       | Население |
| -- | ---------------- | ---------------------------- | --------- |
| 1  | Белавино         | деревня                      | ↘1        |
| 2  | Белогубово       | деревня                      | ↘1        |
| 3  | Борок            | деревня                      | ↘1        |
| 4  | Воронино         | деревня                      | →0        |
| 5  | Воскресенское    | село                         | ↘65       |
| 6  | Горки            | деревня                      | ↘6        |
| 7  | Гостилиха        | деревня                      | →0        |
| 8  | Житово           | деревня                      | →0        |
| 9  | Игнатово         | деревня                      | →0        |
| 10 | Ковердяево       | деревня                      | →0        |
| 11 | Лёнькино         | деревня                      | →0        |
| 12 | Лобно            | деревня                      | →0        |
| 13 | Лутки            | деревня                      | ↘0        |
| 14 | Ляхово           | деревня                      | ↘1        |
| 15 | Малахово         | деревня                      | ↗8        |
| 16 | Марьино          | деревня                      | ↘0        |
| 17 | Монино           | деревня                      | ↗19       |
| 18 | Мошки            | деревня                      | ↘1        |
| 19 | Новая            | деревня                      | →0        |
| 20 | Орехово          | деревня                      | ↘17       |
| 21 | Пашково          | деревня                      | ↘1        |
| 22 | Плаужница        | деревня                      | ↘1        |
| 23 | Поспелое         | деревня                      | ↘1        |
| 24 | Прудишенка       | деревня                      | →0        |
| 25 | Ратное           | деревня                      | →0        |
| 26 | Симонка          | деревня                      | ↘1        |
| 27 | Спиридово        | деревня                      | ↘84       |
| 28 | Фишово           | деревня                      | ↘0        |
| 29 | Хотилицы         | село, административный центр | ↘256      |
| 30 | Чириково         | хутор                        | ↘1        |
| 31 | Шатино           | деревня                      | ↘1        |

Бывшие населённые пункты
- в бывшем Воскресенском сельсовете — Боровское, Рябкино, Чекизово и др.
- в бывшем Хотилицком сельсовете — Беклешево, Ореховка, Потафьево, Старая и др..

## Экономика
Основные хозяйства: АО им. Кирова и колхоз им. Ленина.

## Известные люди
В селе Хотилицы родился инженер-гидростроитель, дважды Герой Социалистического Труда Александр Петрович Александров.
 В деревне  Ляхово родился Герой Советского Союза Алексей Михайлович Чупин.